# Prudentópolis
Prudentópolis est une ville brésilienne de l'État du Paraná. Sa population était estimée à 51,281 habitants en 2014.